# Dieter Harig
Dieter Harig (* 5. September 1933 in Neunkirchen; † 20. Februar 2017 in Neunkirchen-Ludwigsthal) war ein deutscher Fußballspieler und -trainer.

## Biografie
Dieter Harig spielte 15 Jahre für Borussia Neunkirchen in Regional- und Oberliga. Der zumeist als Außenläufer und Halbstürmer eingesetzte Mittelfeldspieler feierte in der Oberliga Südwest in den Jahren 1959, 1960, 1961 und 1963 jeweils die Vizemeisterschaft mit den Schwarz-Weißen vom Ellenfeld. Im Jahre 1959 war Harig bei den erfolgreichen Pokalauftritten zuerst im Südwesten – Finalsieg am 27. September 1959 mit 1:0 Toren gegen den 1. FC Saarbrücken – und danach im DFB-Pokal dabei. Im Halbfinale gewann Neunkirchen im heimischen Ellenfeld gegen den VfR Mannheim mit 2:1 Toren und stand damit im deutschen Pokalfinale.
Am 27. Dezember 1959 setzte sich aber in Kassel Schwarz-Weiß Essen überlegen mit den Leistungsträgern Heinz Steinmann, Horst Trimhold, Hans Küppers, Theo Klöckner und Manfred Rummel mit 5:2 Toren durch. Als die Borussen im Jahre 1962 die Meisterschaft erringen konnten, kam er verletzungsbedingt nur zu zwei Einsätzen. Insgesamt bestritt Dieter Harig 213 Oberligaspiele und erzielte dabei 25 Tore für Borussia Neunkirchen. Von 1959 bis 1963 kamen noch 10 Endrundenspiele um die Deutsche Meisterschaft hinzu. Als Neunkirchen die Meisterschaft in der Regionalliga Südwest in der Saison 1963/64 gewann, bestritt er 16 Spiele und schoss vier Tore. Sein letzter Rundeneinsatz war dabei das 1:1-Remis am 8. März 1964 beim SV Völklingen.
Als seinen Mannschaftskameraden in der ersten Bundesligaaufstiegsrunde 1964 der Aufstieg gegen den hohen Favoriten FC Bayern München gelang, konnte er nicht aktiv mitwirken. In der deutschen Bundesliga war er in der Saison 1964/65 aktiv. Dabei kam er auf 18 Einsätze, lieferte allerdings drei Vorlagen. Seine aktive Spielerkarriere endete bei einem Heimspiel gegen Werder Bremen am 6. März 1965 – 23. Spieltag der Saison 1964/65 – als er sich einen doppelten Kieferbruch zuzog. Das Spiel gegen Bremen endete 1:1 und die Sturmformation der Heimelf lautete: Elmar May, Paul Pidancet, Günter Heiden, Harig, Günter Kuntz. Bis 1966 assistierte er danach dem damaligen Trainer Horst Buhtz.
Anschließend trainierte er 9 Jahre den SC Friedrichsthal, den er in dieser Zeit zweimal zum saarländischen Meister brachte. Nach dem Sieg beim ersten Saarlandpokal in der Saison 1974/75 beendete er seine Trainerkarriere.
Dieter Harig war gelernter Bautechniker.